# 587 (tal)
587 är det naturliga heltal som följer 586 och följs av 588.

## Matematiska egenskaper
- 587 är ett udda tal.
- 587 är ett primtal[1].
- 587 är ett defekt tal.

## Inom vetenskapen
- 587 Hypsipyle, en asteroid.